# Autokraft
Die Autokraft GmbH ist ein Omnibus-Verkehrsunternehmen in Schleswig-Holstein. Sie ist eine Tochtergesellschaft von DB Regio und gehört innerhalb des DB-Konzerns zum Geschäftsfeld DB Regio Bus Nord. Die Autokraft betreibt im Auftrag des jeweiligen ÖSPV-Aufgabenträgers den Regionalbusverkehr in Schleswig-Holstein und in einigen Städten auch den örtlichen Stadtbusverkehr. Weiterhin betreibt die Autokraft, mit mehreren Partnern, das ÖPNV-Modellprojekt SMILE24 an Schlei und Ostsee.

## Geschichte
| Jahr bzw. Jahre | Ereignis |
| --------------- | --- |

Logo der Autokraft in den 2000er Jahren

| 1945            | Kurz nach Ende des Zweiten Weltkrieges wurde die Autokraft am 15. Juli 1945 vom aus Danzig geflüchteten Kurt Löwenthal in Kiel als Privatunternehmen (wieder) gegründet. Mit zwei Fahrzeugen und der Genehmigung der britischen Besatzungsmacht bediente er die Linie Kiel–Schilksee. Bereits 1945 konnten fünf weitere gebrauchte Busse organisiert und in der eigenen Werkstatt aufgearbeitet werden. Es kamen eigene Überlandlinien nach Ostholstein bis zur Fehmarnsundfähre hinzu. Im Jahr 1946 hatte die Autokraft GmbH zehn Busse und einen Busanhänger, 30 Personen waren beschäftigt. Ende der 1940er Jahre konnten erste Neufahrzeuge (hauptsächlich von Büssing) beschafft werden. Es gab Ausflugsfahrten zu den Badeorten an der Lübecker Bucht und nach Bad Harzburg, auf denen ein Bus mit Steward eingesetzt wurde, der Getränke reichte. Für Amerikaner wurden Europa-Rundreisen durchgeführt.                                                                                         |
| 1948 bis 1951   | Die Autokraft GmbH beteiligte sich mit 30 % an der ebenfalls von einem Flüchtling in Kiel gegründeten Verkehrs-Union GmbH, die Linienverkehr nach Flintbek und Schierensee sowie eine Fernlinie zur „Viermächte“-Stadt Berlin betrieb. Da die Konzessionen von Buslinien in Schleswig-Holstein bevorzugt an Privatunternehmen vergeben wurden, hatte die erst 1949 neu gegründete Deutsche Bundesbahn nur wenige davon. Diesen Mangel versuchte sie durch den Aufkauf dieser Privatunternehmen zu beheben. So übernahm sie 1951 die Autokraft GmbH, die Verkehrs-Union GmbH und die ebenfalls nach dem Krieg von einem Flüchtling gegründete Segeberger Verkehrsbetriebe GmbH (SVB), die als privatrechtlich geführte Tochterunternehmen weitergeführt wurden. Die Autokraft übernahm dabei die unternehmerische Führung. Die Lackierung der Busse änderte sich bei den beteiligten Betrieben in einen cremefarbenen Grundton mit zwei Grüntönen, der das vorherige leuchtende Rot mit Beige ersetzte. |
| 1952            | Die Autokraft übernahm die restlichen 70 % der Verkehrs-Union in Kiel. In der Von-der-Tann-Straße wurde ein größerer Betriebshof bezogen, der bis 1983 auch als Firmensitz diente. |
| 1957            | Die Rendsburger Omnibus Verkehrsgesellschaft mbH Auto Peifer (ROVG) wurde von der Deutschen Bundesbahn (DB) und der Deutschen Bundespost (DBP) übernommen. Sechs der Überlandlinien gingen an die DBP, den Rest betrieb die DB unter der Führung der Autokraft weiter. |
| 1960            | Die Firma Langbehn in Timmendorfer Strand mit neun Bussen und 16 Beschäftigten und u. a. einer Linie nach Lübeck wurde übernommen. Sie wurde in die Verkehrs-Union GmbH überführt, die zu diesem Zweck von der Autokraft reaktiviert wurde. Aufgrund der Geltendmachung der Namensrechte von einer anderen Firma wurde der Name in Ostsee Omnibus GmbH (OOG) geändert. In die OOG wurden auch der Bahnbusverkehr im Raum Lübeck und die Firma Guske in Bad Oldesloe einbezogen. |
| 1963            | Die Kiel-Hamburger Autobus-Fernfahrt GmbH wurde von der Bundesbahn erworben, die unternehmerische Führung wurde ebenfalls der Autokraft übergeben. |
| 1965            | Die bisher unter eigenem Namen aufgetretenen Tochterunternehmen Kiel-Hamburger Autobus-Fernfahrt GmbH, Ostsee Omnibus GmbH (OOG), Rendsburger Omnibus Verkehrsgesellschaft mbH (ROVG) und Segeberger Verkehrsbetrieb GmbH (SVB) wurden in die Autokraft integriert. |
| 1970            | Die Autokraft hatte rund 300 Beschäftigte. Dabei wurden 110 Busse auf 64 Linien eingesetzt. Durch die Neuordnung des Schulsystems mit der Auflösung der weiterführenden Schulen in den kleinen Orten entstand ein größerer Bedarf an Schulverkehren. |
| 1975 bis 1980   | Die Bundesregierung beschloss, die Buslinien der Deutschen Bundespost und der Deutschen Bundesbahn in privatrechtlich geführte regionale Verkehrsgesellschaften zu überführen. Hierfür wurden zunächst einige Modellregionen ausgewählt, in denen die Regionalisierung getestet werden sollte. Im Rahmen dieses Modellversuches übernahm die Autokraft am 1. Januar 1976 den landesweiten Postreisedienst der Deutschen Bundespost in Schleswig-Holstein (OPD Kiel). Durch die Übernahme des Bundespost-Personals gab es Schwierigkeiten mit dem Dienstrecht zu bewältigen. Durch die Übernahme kamen 94 Postbusse zur Autokraft, die die Wagennummern der 400er Gruppe bekamen und teilweise in die Autokraft-Farben umlackiert wurden. 1978 bekam die Autokraft eine neue Muttergesellschaft, die Vereinigte Bundesverkehrsbetriebe GmbH (VBG), die zu 52,85 % von der Deutschen Bundesbahn und zu 47,15 % von der Deutschen Bundespost gehalten wurde.                                              |
| 1982 bis 1983   | Die Autokraft übernahm auch den Postbus-Stützpunkt in Hamburg-Bergedorf mit seinen neun Postbussen und sieben Regionalbuslinien zum Kreis Herzogtum Lauenburg. Am 1. November 1982 wurden schließlich die letzten vier Bahnbuslinien in Schleswig-Holstein, die bisher von der Bahnbus-Verkehrsstelle Hamburg Hbf geleistet wurden, an die Autokraft übergeben. Dadurch wurde die Autokraft das landesweit größte Omnibusunternehmen. Am 10. September 1983 wurde in Kiel-Wellsee ein neuer Betriebshof für die im Kieler Raum eingesetzten Busse mit Zentralwerkstatt eingeweiht. |
| 1996            | Im Rahmen der Bahnreform wurde zum 1. Januar 1996 die DB ZugBus Schleswig-Holstein gegründet, eine 100%ige Tochtergesellschaft der Deutschen Bahn AG. Zu ihr gehörten die Autokraft (Bus) und die Regionalbahn Schleswig-Holstein (Zug). Diese Organisationsform wurde mittlerweile aufgegeben, die Autokraft kam zur DB Regio AG. Das Unternehmen war Mitglied im Verbund der Berlin Linien Bus. |
| 2001            | Der Touristik-Reiseverkehr wurde am 1. April 2001 an die Firma Minicar in Kiel verkauft, die weiterhin mit der Autokraft zusammenarbeitete. |
| 2004            | Die Autokraft übernahm das in Husum für den örtlichen Stadtbusverkehr zuständige Busunternehmen Husumer Verkehrsbetriebe Grunert. |
| 2006            | Die Autokraft übernahm das in Eutin für den örtlichen Stadtbusverkehr zuständige Busunternehmen Omnibusbetrieb Otto Nölte. |
| 2022            | - Die Autokraft erhielt sechs Neoplan Skyliner-Doppeldeck-Reisebusse, diese werden im Auftrag der DB Regio Schleswig-Holstein auf der X85 Expressbuslinie Lübeck – Puttgarden eingesetzt. - Die Autokraft erhielt die ersten Elektrobusse vom Hersteller BYD. Die Fahrzeuge sollen an den Standorten Bad Segeberg, Eutin, Heide/Meldorf und St. Peter Ording stationiert werden. |
| 2023            | - Seit Februar werden vom Standort Eutin drei Elektrobusse vom Hersteller BYD eingesetzt. - Seit März werden vom Standort Bad Segeberg 10 Elektrobusse vom Hersteller BYD eingesetzt. - Seit Juni werden im Kreis Nordfriesland Elektrobusse eingesetzt. Mehrere Fahrzeuge im Kreis Ostholstein, Standort Neustadt in Holstein, werden fortan mit klimafreundlichem HVO-Biokraftstoff betrieben. - Seit Juli 2023 werden im Kreis Dithmarschen Elektrobusse eingesetzt. Damit werden nun alle 22 bestellten Elektrobusse vom Hersteller BYD eingesetzt. |
| 2024            | - Am 29. März startete das ÖPNV-Modellprojekt SMILE24 an Schlei und Ostsee. Zusätzliche Buslinien, NAH.SHUTTLEs, Carsharing-Autos und Bikesharing-Räder sorgen für ein 24/7-Angebot. - Seit Juni werden in Eckernförde 30 Dieselbusse mit dem klimafreundlichen HVO-Biokraftstoff betankt. - In Eckernförde, Kiel und Neustadt in Holstein werden insgesamt 26 Elektrobusse vom Hersteller Ebusco eingesetzt. Dazu zählt auch das ÖPNV-Modellprojekt SMILE24. - In Kiel werden fünf Elektrogelenkbusse vom Hersteller Ebusco im Linienverkehr eingesetzt. |
| 2025            | - Am Standort Bad Oldesloe werden erstmals Elektrobusse vom Hersteller MAN Truck & Bus eingesetzt. - Die Autokraft erhielt zwei weitere Wasserstoffbusse vom Hersteller CaetanoBus. |

## Aktuelles Liniennetz
Die Autokraft betreibt überwiegend den Linienverkehr in vielen Kreisen von Schleswig-Holstein. Weiterhin betreibt sie die meisten Regionalbuslinien zwischen den Mittel- und Oberzentren Schleswig-Holsteins und teilweise auch nach Dänemark sowie diverse Leistungen im Stadtverkehr. Außerdem betreibt die Autokraft den Flughafenzubringer Kielius von Kiel zum Flughafen Hamburg.
Der überwiegende Teil der Betriebsleistung wird durch eigene Fahrzeuge erbracht. Der Betrieb wird dabei von mehreren Niederlassungen (Bad Oldesloe, Flensburg und Kiel) und Standorten organisiert. Einen Teil der Betriebsleistung erbringen Subunternehmen mit Auftragsleistungen für die Autokraft.
Am 1. August 2019 wurde der Stadtbusverkehr von Husum unter der Marke HusumBus neu konzipiert.
Am 29. März 2024 startete das ÖPNV-Modellprojekt SMILE24 an Schlei und Ostsee. Durch zusätzliche Buslinien, NAH.SHUTTLEs, Carsharing-Autos und Bikesharing-Räder wird ein 24/7-Angebot geschaffen.

### Liniennummernschema
Durch die erste Stelle der vierstelligen Liniennummern im Regional- oder Kleinstadtverkehr lässt sich die Linie einem Kreis zuordnen. Dieses Schema lässt sich auch auf Linien anwenden, die nicht von der Autokraft bedient werden (z. B. Stadtverkehre in Klein- und Mittelstädten wie Elmshorn, Schleswig, Ratzeburg oder Niebüll).
| Linie | Anwendungsort                                                           |
| ----- | ----------------------------------------------------------------------- |
| 2xxx  | Kreis Dithmarschen                                                      |
| 4xxx  | Überregionale Linien (z. B. 4610 Kiel–Itzehoe oder 4810 Kiel–Flensburg) |
| 6xxx  | Kreis Steinburg und Kreis Pinneberg                                     |
| 7xxx  | Kreis Segeberg                                                          |
| 8xxx  | Kreis Stormarn und Kreis Herzogtum Lauenburg                            |

In einigen Kreisen wurde das Liniennummernschema von vierstelligen auf dreistellige Liniennummern umgestellt. Die Liniennummer lässt sich weiterhin durch die erste Ziffer einem Kreis zuordnen.
| Linie   | Anwendungsort                |
| ------- | ---------------------------- |
| 1xx     | Kreis Nordfriesland          |
| 5xx     | Kreis Ostholstein und Lübeck |
| 6xx/8xx | Kreis Schleswig-Flensburg    |
| 7xx     | Kreis Rendsburg-Eckernförde  |

Ein- bis dreistellige Liniennummern finden sich vor allem im Orts- oder Stadtverkehr der kreisfreien Städte oder angrenzenden Gemeinden und werden teilweise gemeinschaftlich mit dem lokalen Verkehrsbetrieb bedient (z. B. Linien 501/502 Flintbek–Kiel–Strande mit der KVG Kiel). Am 13. März 2022 wurde das Liniennummernschema im Stadtverkehr Eutin von vierstelligen auf einstellige Liniennummern umgestellt.

### Schnellbuslinien der Autokraft
- Niebüll – Flensburg (erste Schnellbuslinie des Unternehmens, seit dem 1. September 2000, Ersatz für parallele Bahnstrecke)
- Bad Segeberg – Lübeck
- Rendsburg – Eckernförde (verkehrte vom 12. Dezember 2003 bis zum 31. Dezember 2020, Ablösung durch „Rendsbus Eckernförde“)[9]
- Husum – Flensburg – Sonderburg (Dänemark) (im Rahmen des INTERREG-IIIA-Projektes „Weiterentwicklung des grenzüberschreitenden ÖPNV - ‚Grenztrafik‘“ entwickelt, seit dem 21. Juni 2004)
- Flensburg – Kappeln (seit dem 6. Dezember 2005)
- Itzehoe – Brunsbüttel
- Lübeck – Puttgarden (mehrjähriger Ersatz für die Bahnstrecke Lübeck–Puttgarden)
- Kappeln – Schleswig (ÖPNV-Modellprojekt SMILE24)
- Eckernförde – Kappeln (ÖPNV-Modellprojekt SMILE24)
- Schleswig – Eckernförde (ÖPNV-Modellprojekt SMILE24)

### Ehemalige Linien (Auswahl)
Am 28. Februar 2013 wurde der Flughafenzubringer zum Flughafen Lübeck-Blankensee (Traveliner) nach Einstellung des Passagierflugverkehrs eingestellt. Die Autokraft war außerdem auch im Netz des Berlin Linien Bus bis zur Auflösung tätig.

## Galerie

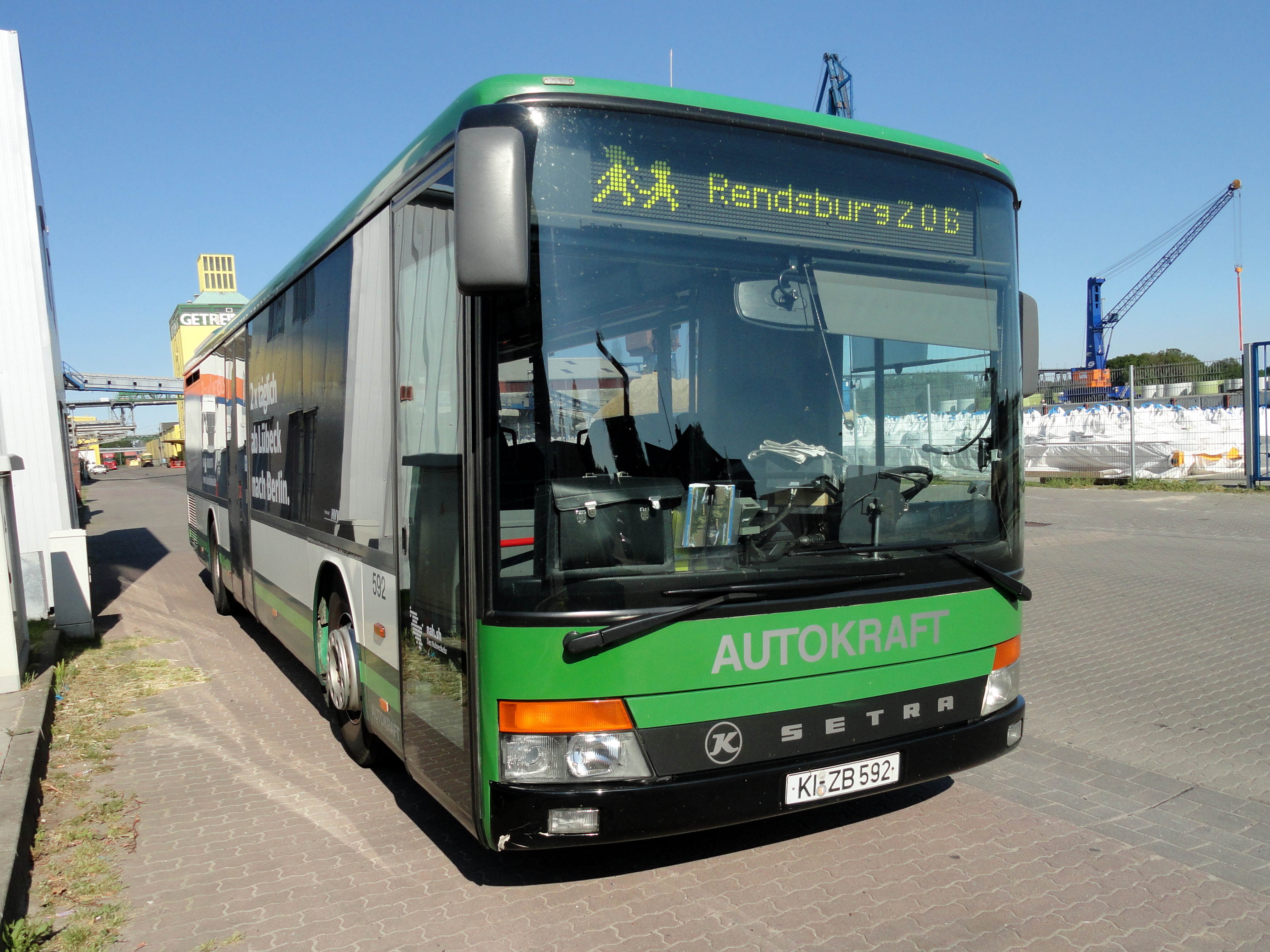
Setra S315NF
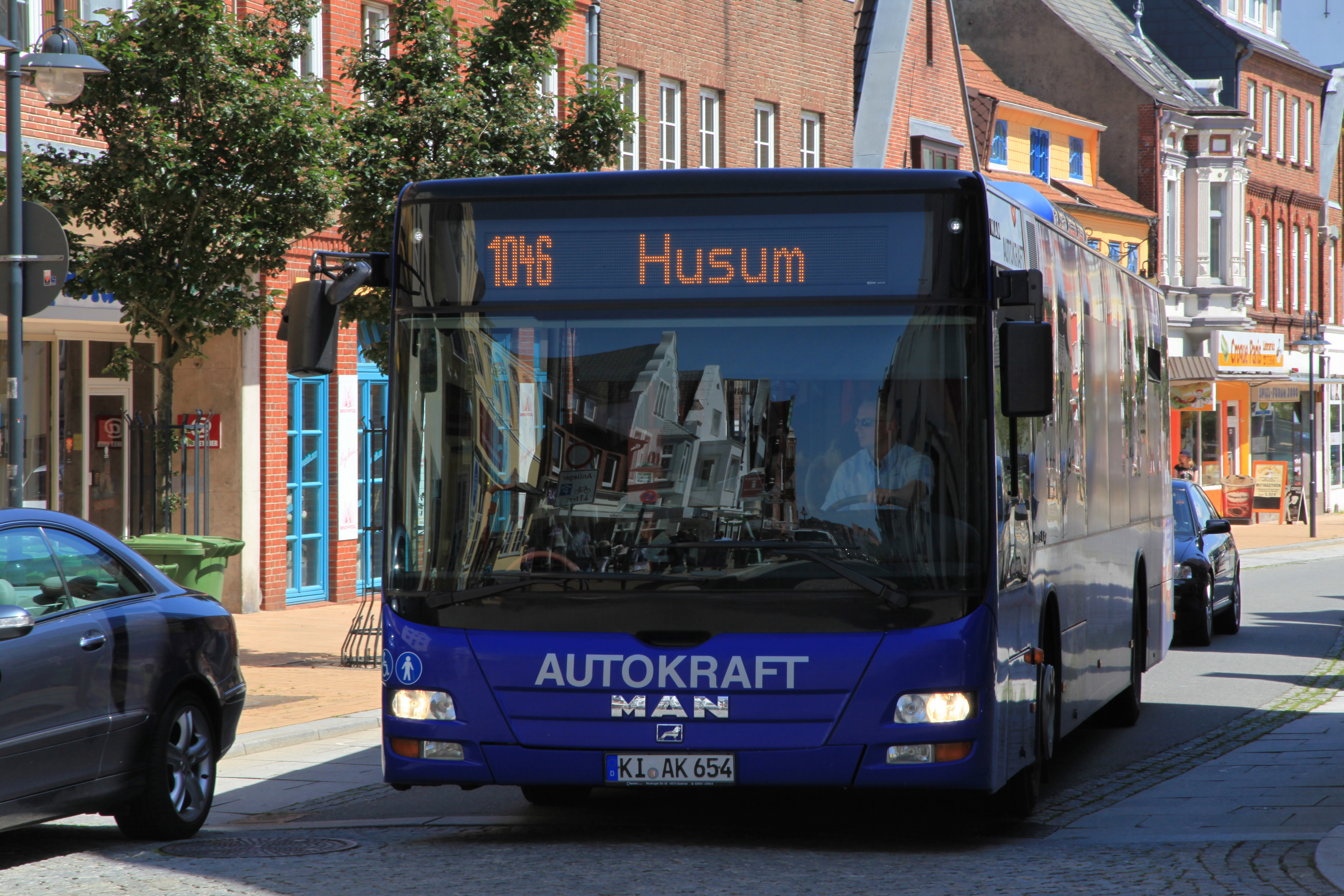
MAN Lion’s City A20
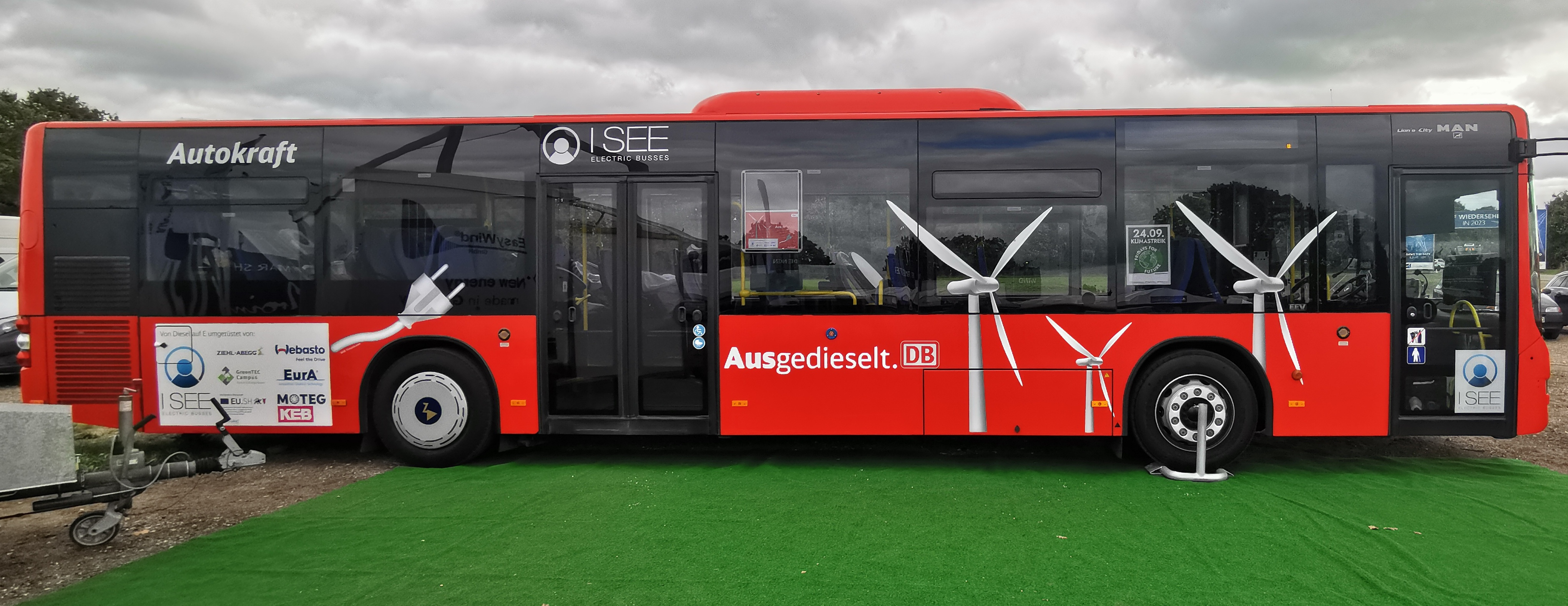
Umgerüsteter Elektrobus der Autokraft
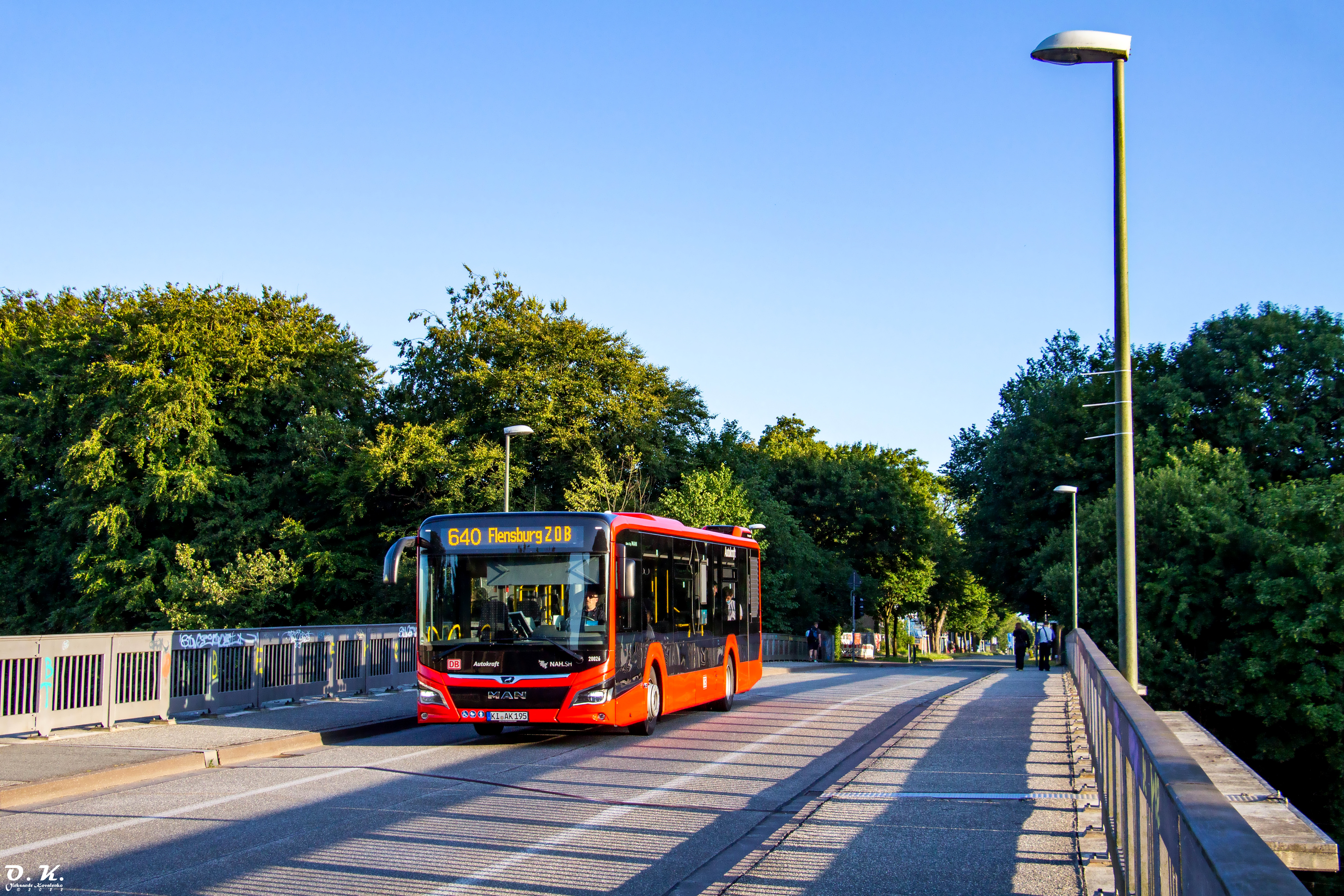
MAN Lion’s City 12C EfficientHybrid
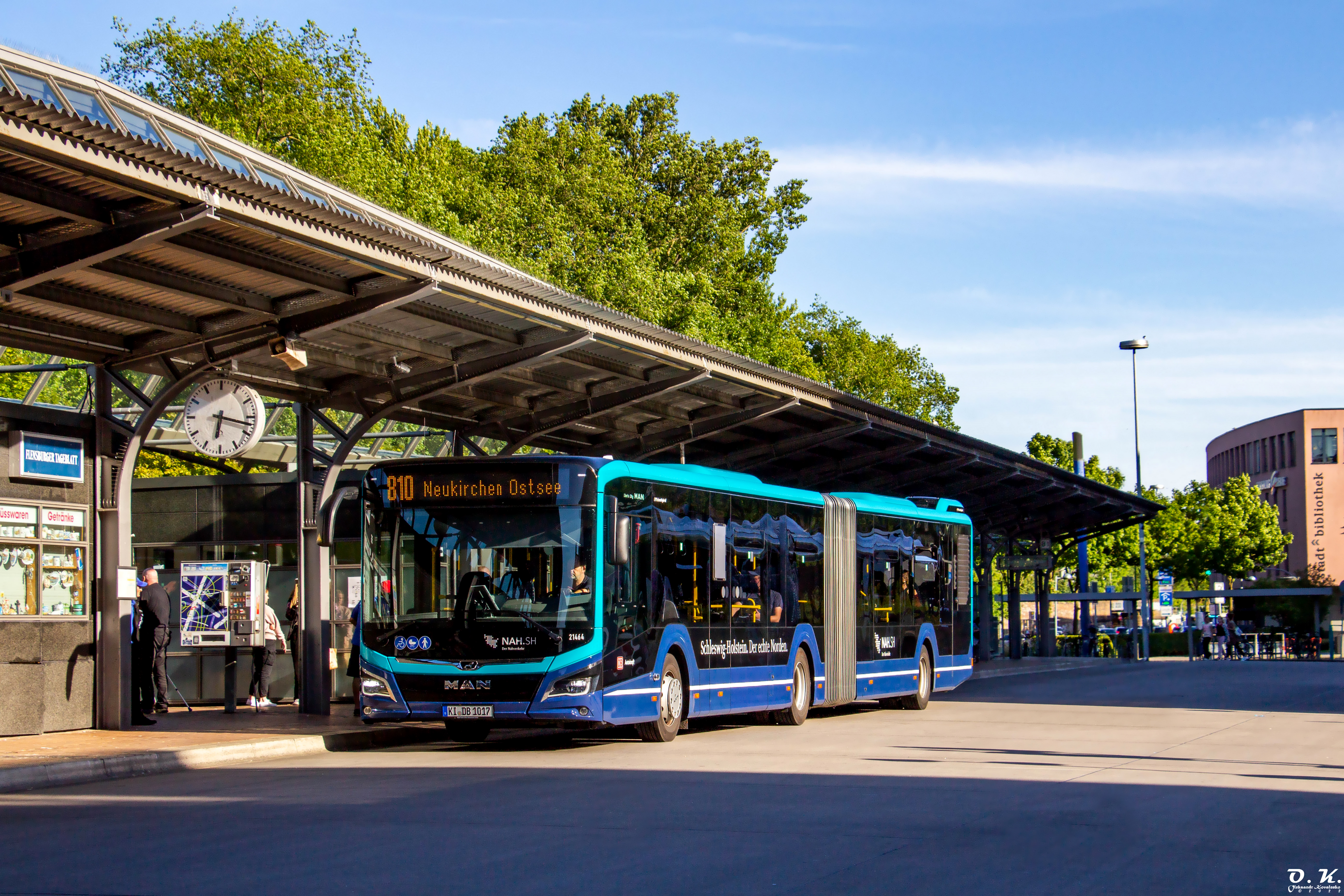
MAN Lion’s City 18C EfficientHybrid (Nah.SH Design)
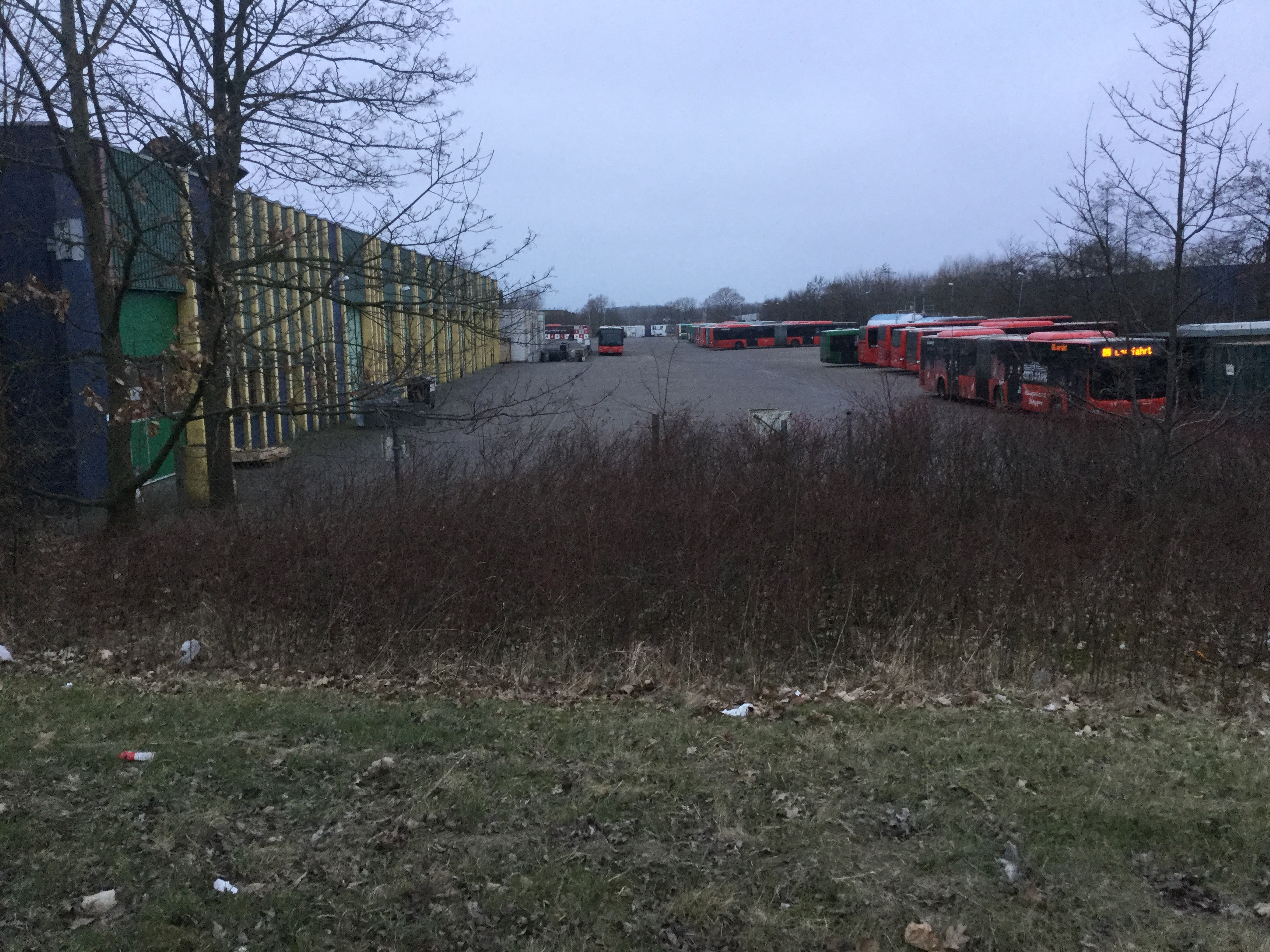
Autokraft Betriebshof im Industriegebiet Wellsee
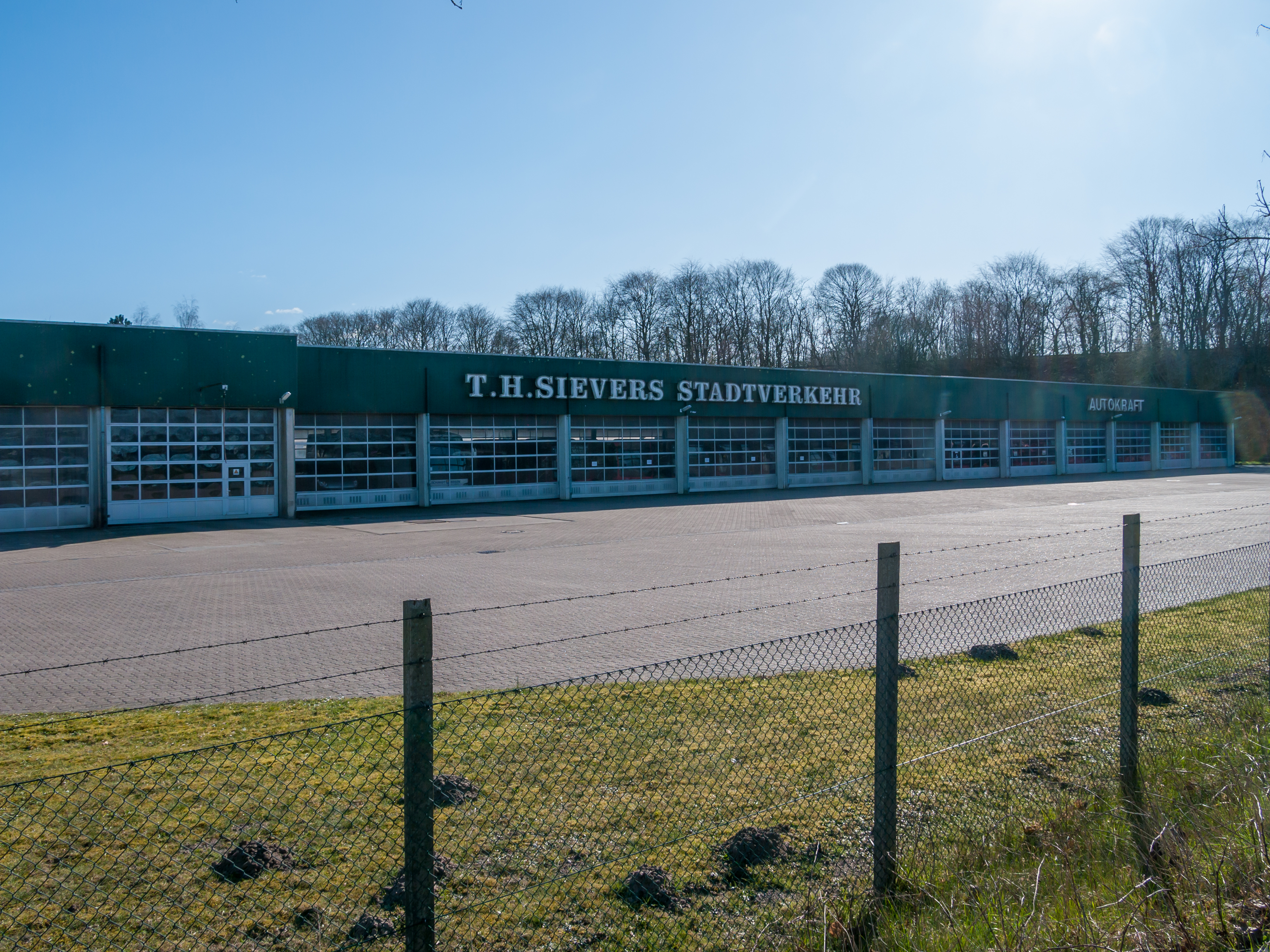
Autokraft Betriebshof Rendsburg
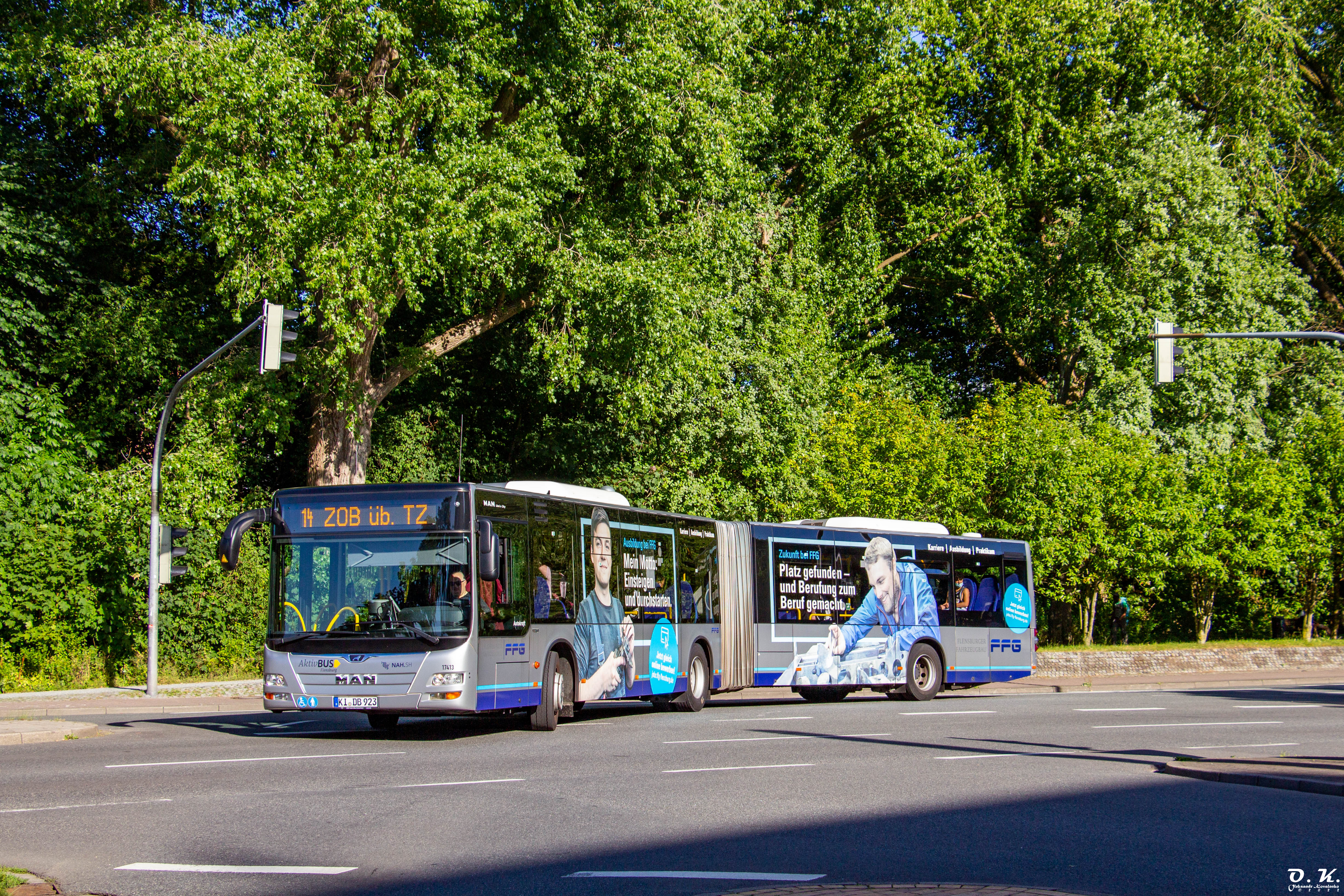
MAN Lion’s City A23
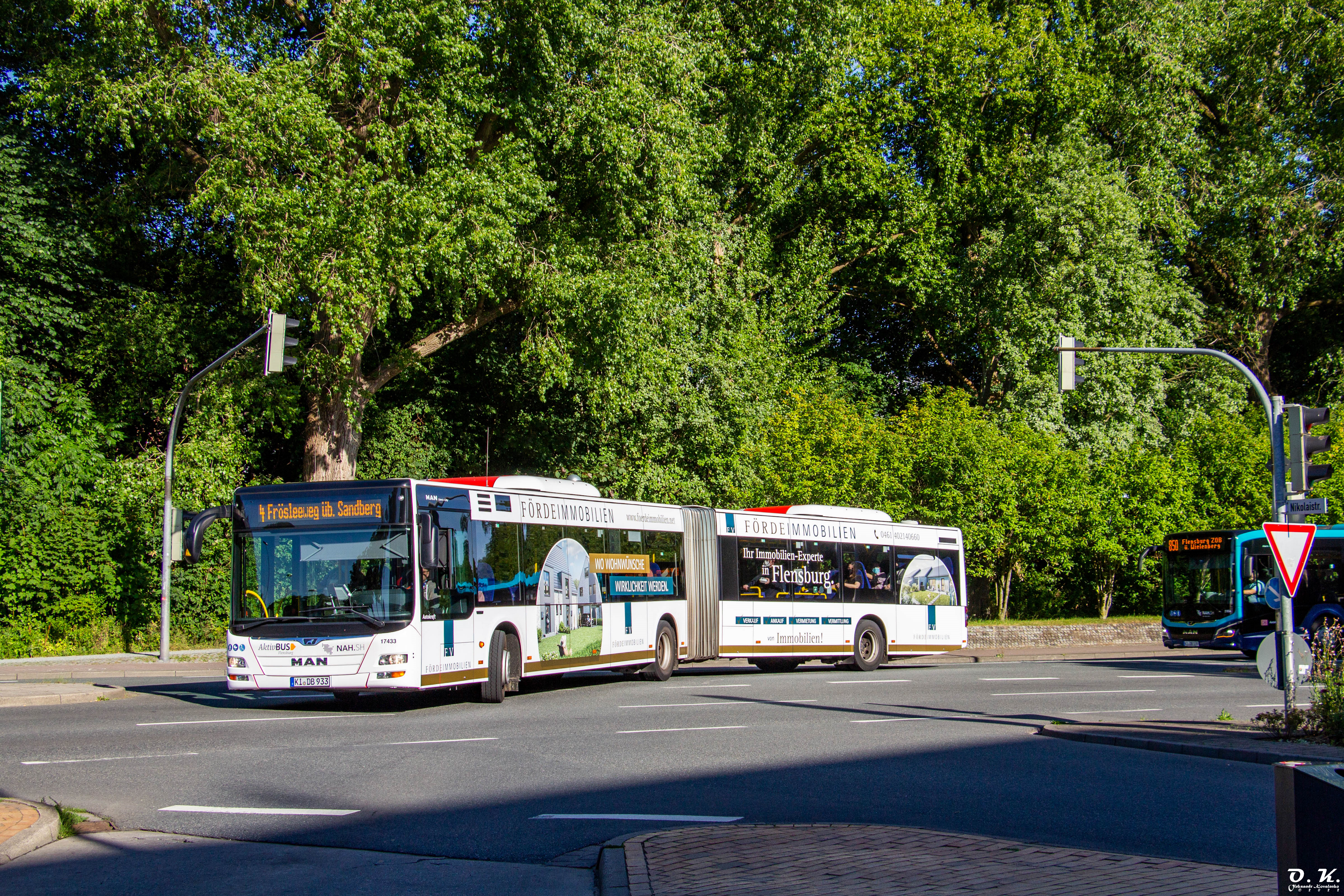
MAN Lion’s City A23
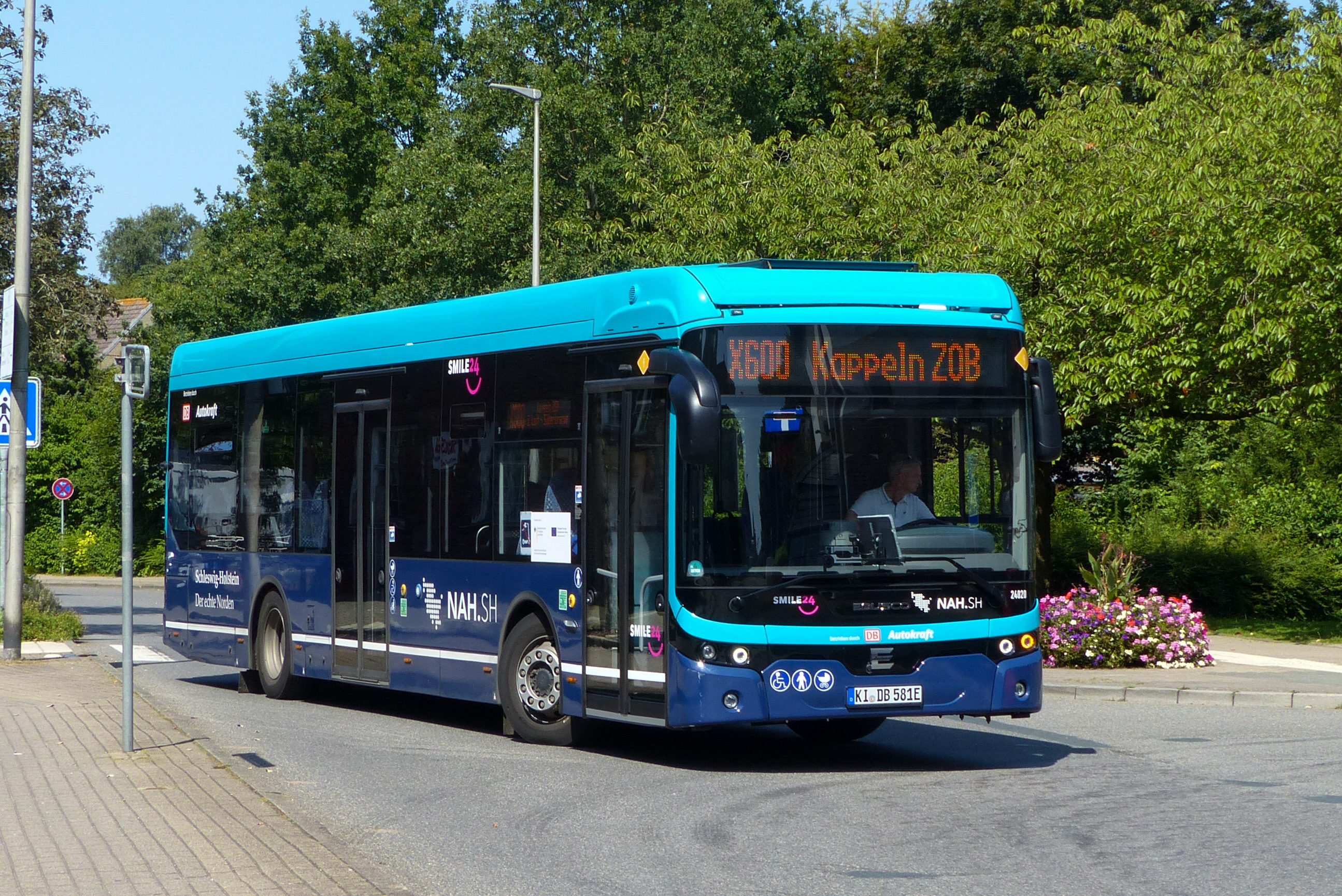
Ebusco 2.2 12M LF
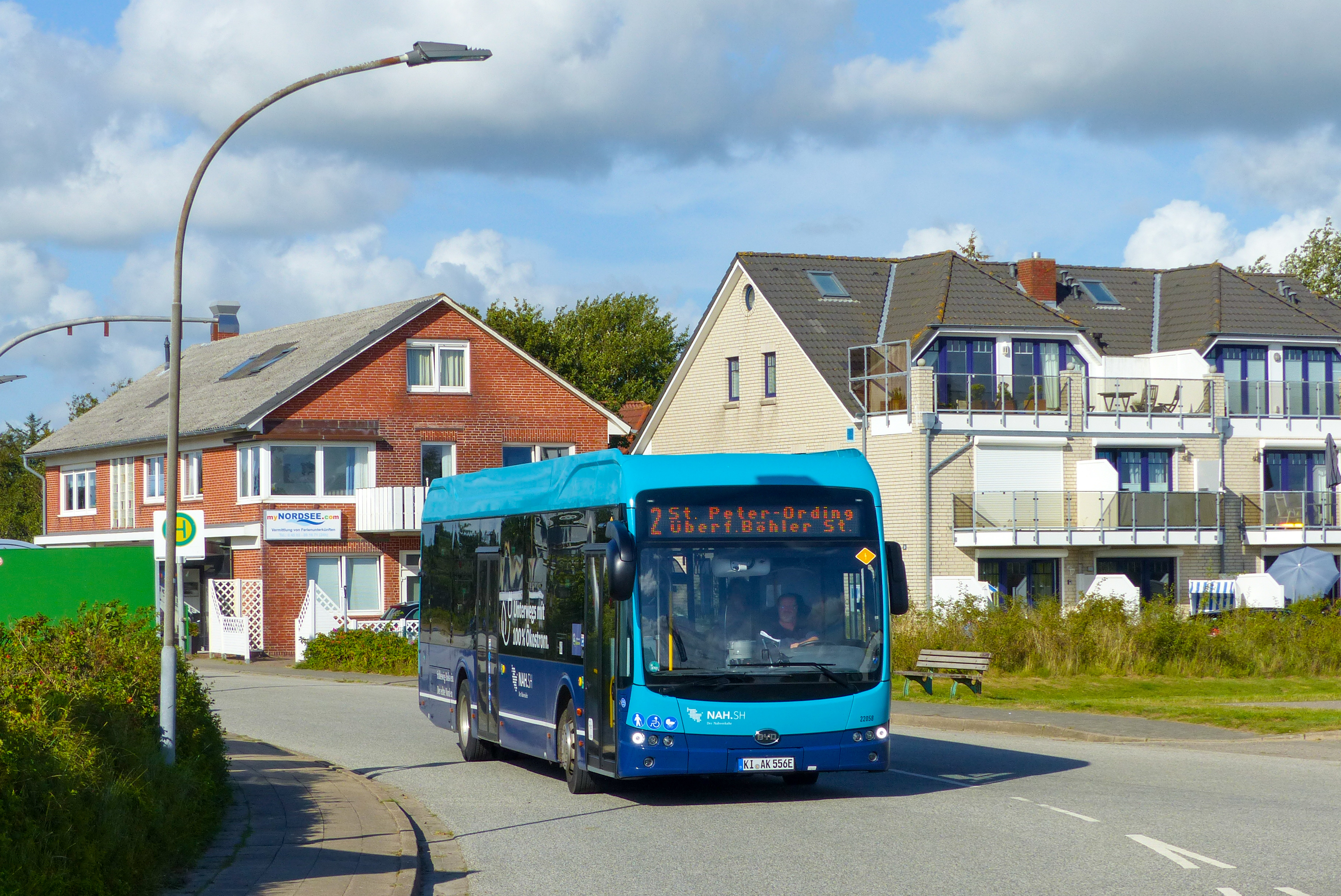
BYD K9UD im Ortsverkehr St. Peter-Ording